# Otho River
Der Otho River ist ein Fluss im Südwesten des australischen Bundesstaates Western Australia.

## Geografie
Der Fluss entspringt an den Südhängen der Darling Range, etwa drei Kilometer westlich von Worsley am Coalfields Highway. Von dort fließt er nach Norden, wo er rund ein Kilometer westlich von Fernbrook in den Lunenburgh River mündet.